# 町島洋一
町島 洋一（まちしま よういち、1954年12月23日 - ）は、元競輪選手。福島県鏡石町出身。日本競輪学校第41期卒業。現役時は日本競輪選手会福島支部所属。
同じく競輪選手の青山寿幸（97期・選手登録番号14577）は実子。

## 戦績
福島県立須賀川高等学校を経て、中央大学在学時代の1976年、モントリオールオリンピックの個人追い抜き及び団体追い抜き（いずれも14位）に出場。
その後、日本競輪学校に第41期生として入学し、同期に井上茂徳、伊藤豊明らがいる中で卒業記念レースを優勝する。1978年5月20日、いわき平競輪場でデビューし1着。その後2戦も勝利し、デビュー場所完全優勝を果たした。1980年の全日本新人王戦（小倉競輪場）決勝では3着となる。
2010年1月19日選手登録削除。通算戦績2503戦355勝。